# 루 모귀의 살인자 (1971년 영화)
《루 모귀의 살인자》(영어: Murders In The Rue Morgue)는 미국에서 제작된 고든 헤슬러 감독의 1971년 미스터리 범죄 공포 영화이다. 제이슨 로바즈 등이 출연하였다.

## 출연진
- 제이슨 로바즈
- 허버트 롬
- 크리스티네 카우프만
- 아돌포 첼리
- 마리아 페르시
- 마이클 던
- 릴리 팔머
- 피터 안
- 마셜 존스
- 마리아 마르틴
- 호세 칼보
- 빅토르 이즈라엘
- 브룩 애덤스 (크레디트 미기재)